# ヒヨーム・レ・ヴァッセール・デ・ボプラン
ヒヨーム・レヴァッセール・デ・ボプラン（フランス語: Guillaume Levasseur de Beauplan, ウクライナ語: Гійом Левассер де Боплан, 1600年頃 - 1673年12月6日または1685年）は、フランス出身の軍事技師、要塞設計者、地図製作者、建築家、作家。1630年代初頭から1648年までポーランド・リトアニア共和国のジグムント3世ヴァザ王に仕え、1637年–1638年にはスタニスワフ・コニェツポルスキのパウロー・パウリュクおよびヤーキウ・オストラニツャ討伐遠征に参加した。
1639年に自身の測量に基づくウクライナ初の地図を制作し、ヨーロッパでの「ウクライナ」名称の定着に大きく貢献した。彼の地図は1660年–1670年のグローブ（製作者：コルネリウス・ブラウ）にも反映された。文学的才能と数学・航海術の深い知識を持ち、未発表の報告書や回想録も残した。

## 生涯
ヒヨーム・レヴァッセール・デ・ボプランは1600年頃、フランス北部ノルマンディーのディエップで生まれた。レヴァッセール家はフランスで広く分布し、所有する荘園名を付けた分家を形成していた。ヒヨームの父とされる人物がヴィネフェイ（Vinefay）家からボプラン（Beauplan）荘園を購入し、レヴァッセール・デ・ボプラン家を創設した。生年は正確には不明である。
若くして軍務に就き、1616年に当時有力だったダンクル元帥の信任を得て、ノルマンディーのポン・ダルシュ要塞の司令官に任命された。その後のフランス軍での経歴は記録に乏しいが、1624年のダンクル元帥の失脚までフランスに留まったと推測される。この時期、インドやマダガスカルに滞在した可能性もある。
1620年代末から1630年代初頭、ポーランド王ジグムント3世ヴァザに招かれ、ポーランド・リトアニア共和国で砲兵隊長および軍事技師として仕えた。ボプランのウクライナ滞在は、共和国がオスマン帝国やクリミア・タタール、コサックの脅威から南東国境を防衛する計画と密接に関連していた。共和国は国境に要塞網を構築し、ボプランは16–17年間にわたりウクライナを巡り、要塞の建設地選定や敵の侵入阻止のための防衛施設を設計した。特にドニプロ川右岸のステップ地帯で多くの要塞を建設し、左岸にも同様の目的で頻繁に訪れた。
要塞建設の傍ら、ウクライナの地形、民族誌、生活、地理を詳細に観察し、興味深い記録を残した。ヴワディスワフ4世ヴァザ王とスタニスワフ・コニェツポルスキ大ヘトマンの命を受け、ウクライナの詳細な地図を制作。1646年–1647年冬にはムィコライ・ポトツキ大ヘトマンのムラファ経路でのタタール討伐遠征に参加したが、失敗に終わった。
1647年3月29日、理由不明で共和国の服務を解かれ、グダニスクを経由してフランスに帰国。1650年頃にもグダニスクを訪れ、地図製作に関与した。ボフダン・フメリニツキーの反乱開始時に共和国を離れたともされ、共和国の行政・財政・軍事の混乱や新王ヤン2世カジミェシュの無関心が原因と推測される。
帰国後、1650年–1651年にディエップで「sergeant major」の職に就き、1652年以降はルーアンに定住。ウクライナでの経験を基に「Description d'Ukrainie」（ウクライナの記述）を執筆し、詳細なウクライナ・ポーランド地図を完成させた。二度結婚し、最初にマリー・デュジェ、次にエリザベート・ボーヴァンと結婚。カルヴァン派を信仰していたが、学者アンティオムによれば1685年にカトリックに改宗した可能性がある。1673年12月6日または1685年にルーアンで死去。

## 技師としての業績

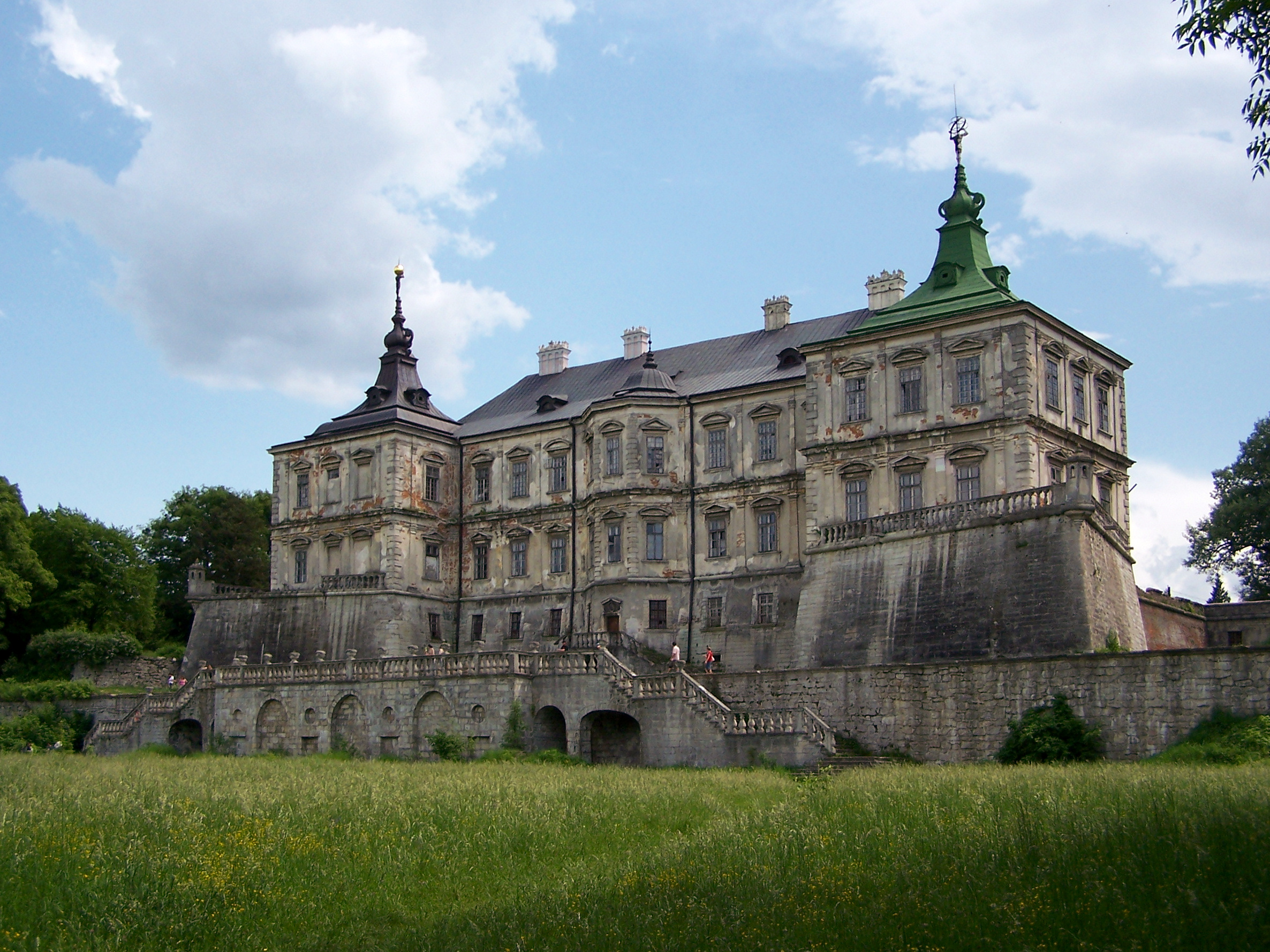
ピドヒルツィ城

ボプランは現代ウクライナ領内で多数の城や要塞を建設した。1635年–1640年代にはピドヒルツィ城（一部説）、バール城、ブロディ、クレメンチュークの要塞を設計。1635年、スタニスワフ・コニェツポルスキ大ヘトマンの命でドニプロ川右岸の急流地帯にコダック要塞を建設し、コサックの右岸隔離と左岸のタタール襲撃対策を図った。ボプランは要塞の難攻不落を主張したが、1635年のイヴァン・スリマの反乱で破壊され、ボフダン・フメリニツキーは「人が作ったものは人が壊せる」と評した。要塞はボプランの指導で修復されたが、完全には復元されなかった。

## 地図製作
ボプランはウクライナに関する23のオリジナル地図を制作（派生版を除く）。主な作品は以下の通り：
- コダック要塞の計画図（1639年）
- ウクライナ地理地図（1639年）
- ウクライナ総地図（1648年、1660年）
- ウクライナ特別地図（1650年）
- ドニプロ川地図（1652年公開）
- 「ウクライナの記述」付属の12の挿絵地図（1652年）

これらはヨーロッパ8か国の14都市の16図書館に所蔵され、ウクライナではオデッサ歴史・郷土博物館（1648年総地図、1649年・1651年補遺付き）とリヴィウ国立ステファニク科学図書館（1660年「ウクライナの記述」付属総地図）が所蔵する。

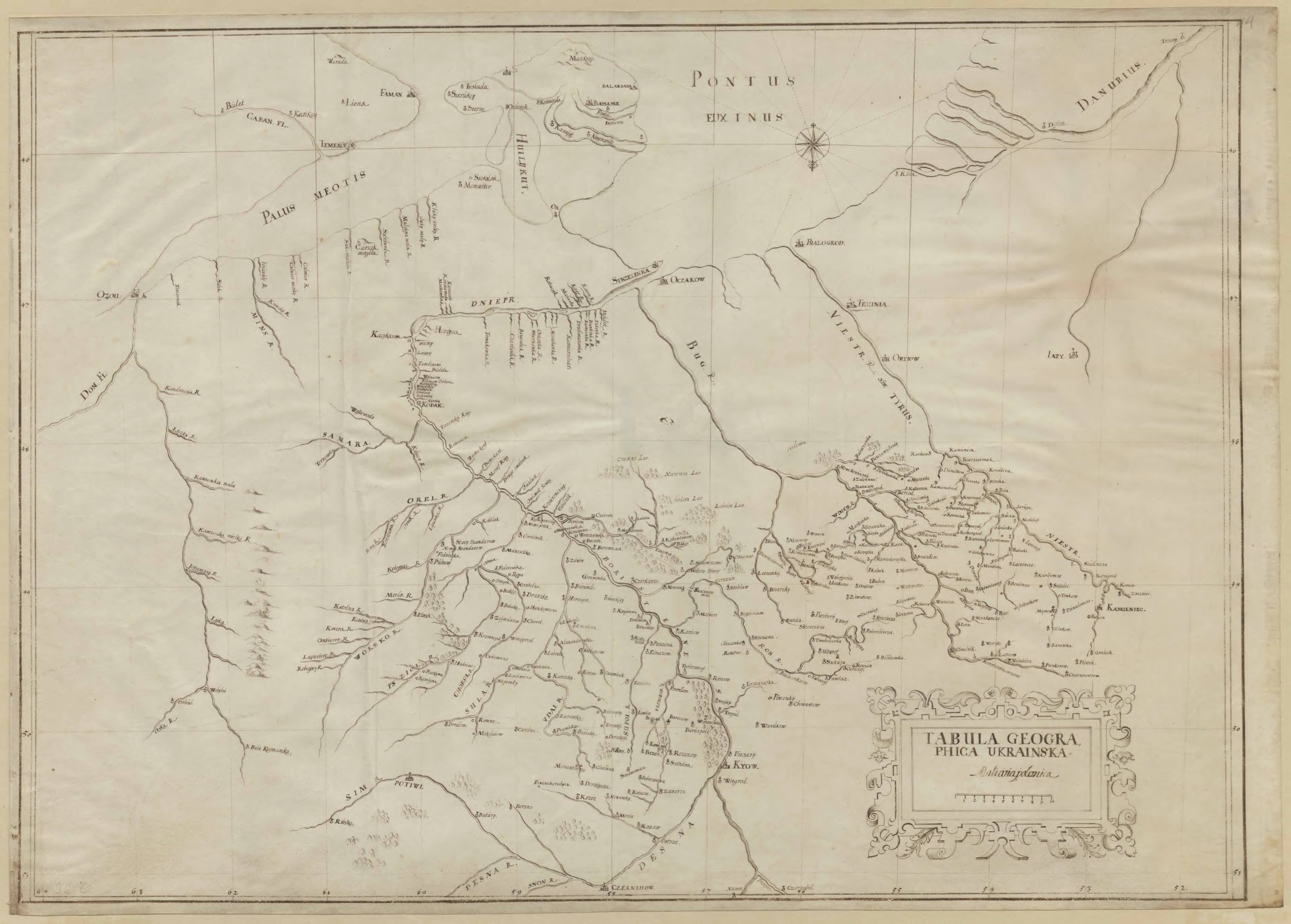
ボプランの「ウクライナ地理地図」、1639年

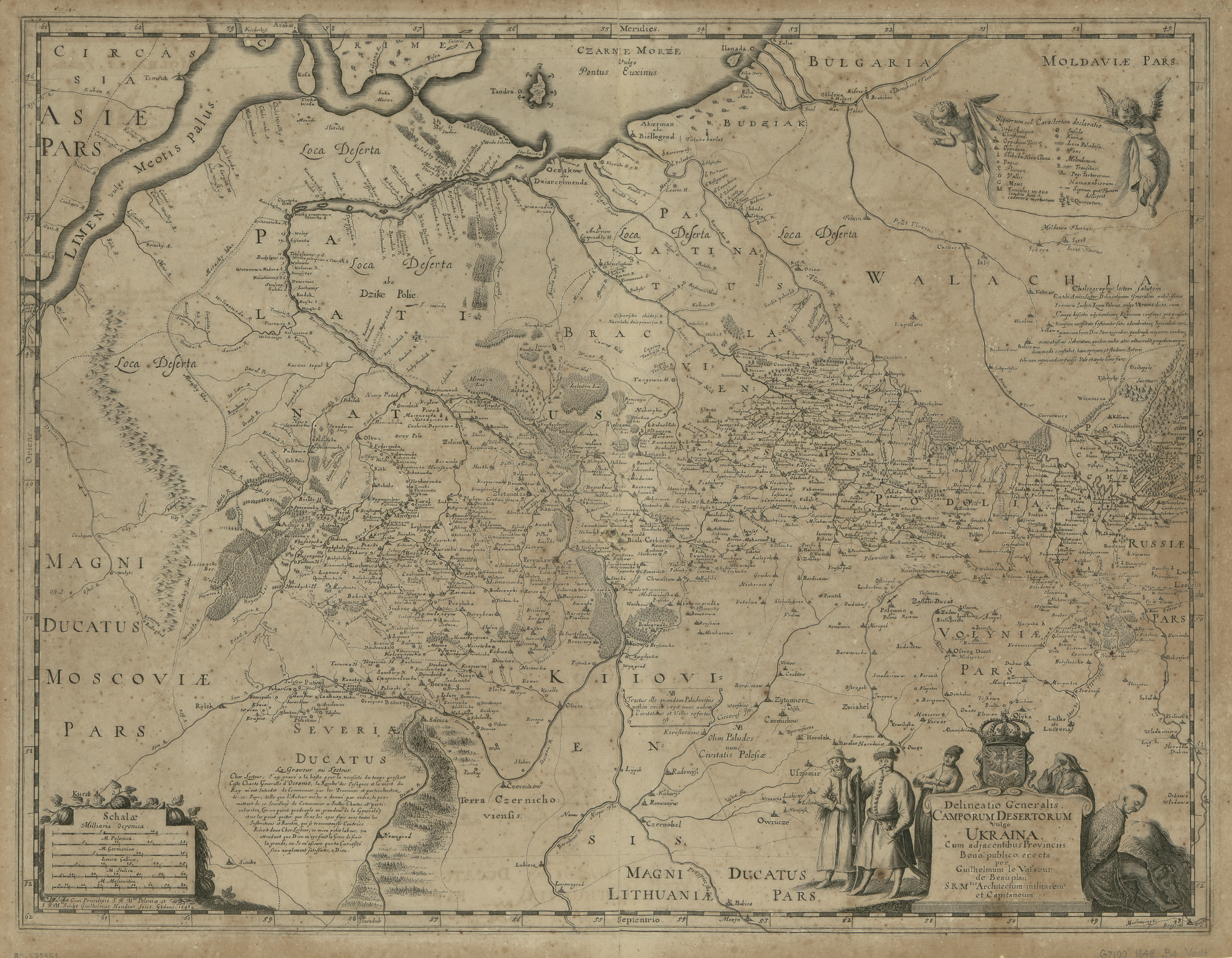
ボプランのウクライナ総地図、1648年

17世紀を代表する地図製作者であるボプランは、1639年に初のウクライナ総地図「Tabula Geographica Ukrainska」（44.5×62.5cm、縮尺1:1,500,000）を手稿で制作。フリードリヒ・ゲトカントのアトラスに収録され、275の集落、80の河川、4島、13急流、4森林、2海域を描き、ストックホルムの軍事アーカイブに所蔵される。
1648年、グダニスクでヴィレム・ホンディウスが彫版した「Delineatio Generalis Camporum Desertorum vulgo Ukraina」（南向き、42×54.5cm、縮尺1:1,800,000）が初版として刊行され、1,293の地物を収録（993集落、153河川）。1660年の「Carte d'Ukranie」（ルーアン、J.トゥテン彫版）はクリミア半島を追加し、「ウクライナの記述」第2版の付録となった。1648年版は5変種、1660年版は6変種が存在する。

ボプランのウクライナ特別地図、1650年

主要作品の「Delineatio Specialis et Accurata Ukrainae」（1650年、グダニスク、ホンディウス彫版）は、8枚（各41.5×45cm、総83×216cm、縮尺1:450,000）からなる中縮尺地図で、ヨーロッパ初の大規模地域の詳細地形図の一つ。複数版が存在し、修正や補遺が加えられた。

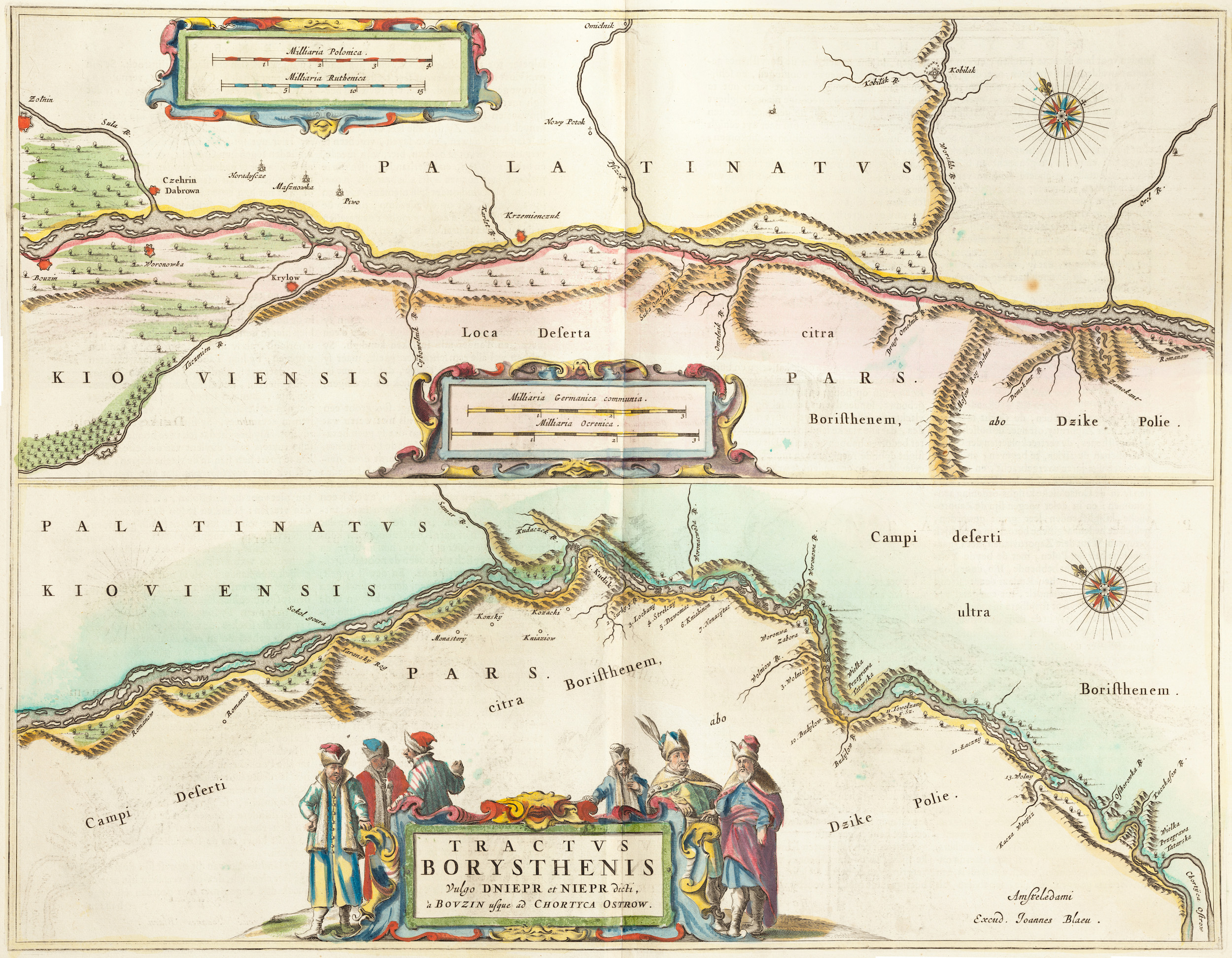
ボプランのドニプロ川地図、1662年

1639年、ボプランはドニプロ川と周辺地域の地形測量を行い、1662年に「Tractus Borysthenis」としてアムステルダムで匿名刊行。ヤン・ブラウの「Atlas Maior」第2巻に3枚（2枚は縮尺1:232,000、1枚は1:463,000）で収録され、キーウから黒海までのドニプロ川を描いた。ヨハン・ヤンソニウスらのアトラスでも再版された。
1651年の「NOVA TOTIUS REGNI POLONIE」と1657年の「NOVA DESCRIPTIO TOTIUS REGNI POLONICI」では、ウクライナの名称がキーウ（Palatinatus Kyowienfis）とブラツラウ（Palatinatus Braclawienfis）両州に適用され、チヒルィーンとコダック要塞間には「Kozacki」（コサック）の表記がある。
他に、1933年にクラクフのチョルトリスキ図書館で発見されたポーランド小地図（オーデル川からドン川河口、ラドガ湖からクリミアをカバー）や、1952年にS.ヘルブストが発見した「ウクライナの記述」用の未完成11彫版（11×19cm）など、知名度の低い作品も存在する。
ボプランの地図は17世紀から18世紀前半のヨーロッパ地図製作で広く利用され、ウクライナの名称定着に寄与した。

### 「ウクライナの記述」

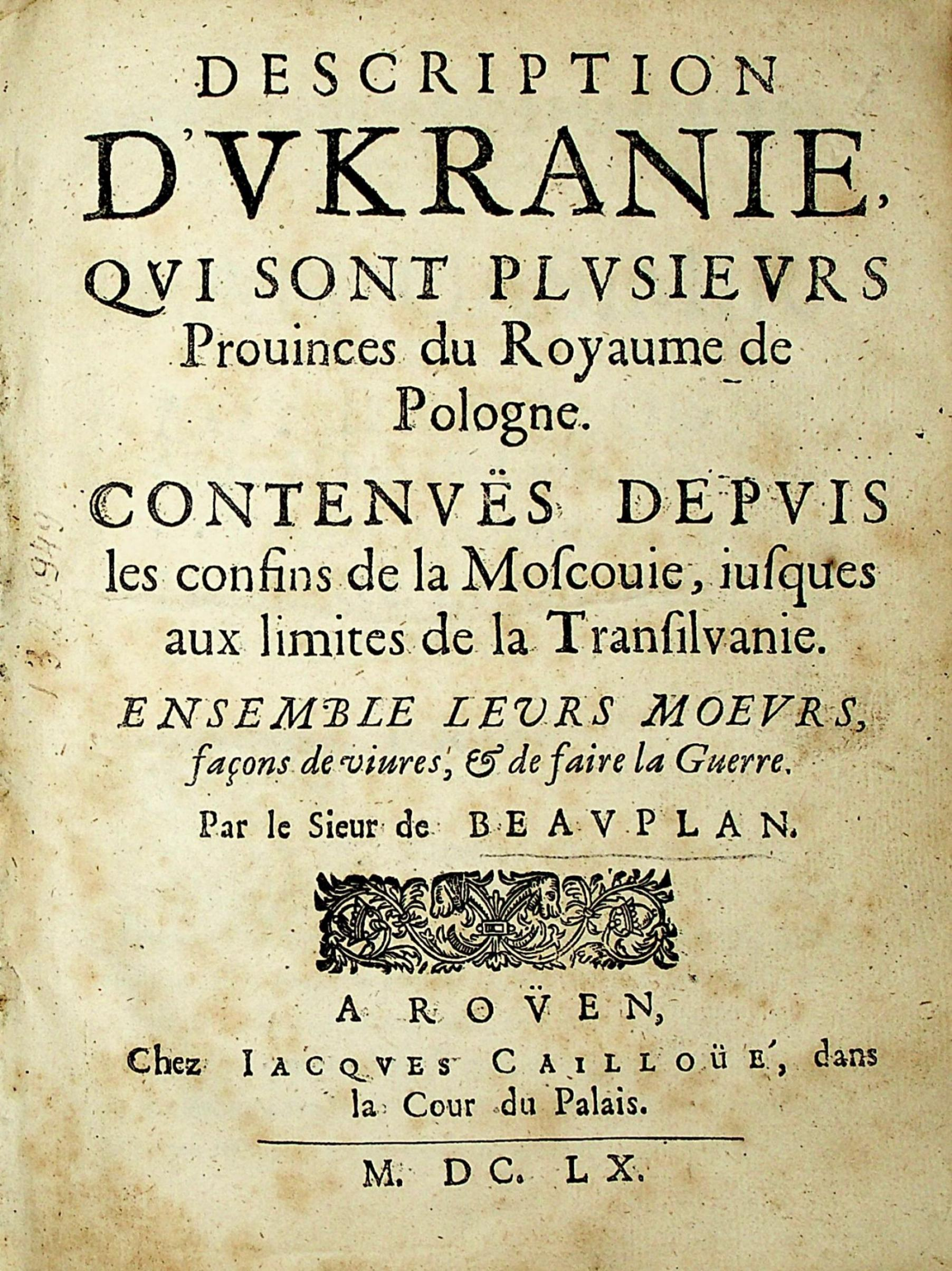
「ウクライナの記述」第2版の表紙、1660年

ボプランは「ポーランド王国の諸地域の記述」（1651年初版、Description des contrées du Royaume de Pologne）と「ウクライナの記述」（1660年第2版、Description d'Ukrainie）を著し、ヨーロッパにウクライナを紹介した。1660年版はウクライナとドニプロ川地図の解説として刊行され、英語（1704年）、ドイツ語（1780年）、ポーランド語（1822年）、ロシア語（1832年）に翻訳された。内容はウクライナの歴史、地理、文化、民族誌、ポーランド貴族やトルコ・タタールとの闘争、ザポロージャ・コサック、ドニプロ川の急流などを詳細に記述。
ピエール・シュヴァリエの歴史書にも影響を与え、ウクライナの婚姻慣習や求婚を初めて記述。コサックについては批判的な見解を示した：
彼らはギリシャ正教を信仰し、独自にルーシと呼ぶ。祝日を重んじ、年に8–9か月の断食を守り、肉食を控える。この形式を頑なに守り、魂の救済が食事の変化にかかっていると信じる。しかし、飲酒においては他のどの民族よりも自由で、酔いが覚めるとすぐに再び飲み始める。戦時や重要な計画時には極めて冷静である。服装以外に粗野な点はなく、機知に富み、賢く、発明の才があり、寛大で、大きな富を求めず、自由を愛し、それなしでは生きられない。そのため、領主の抑圧を感じると、7–8年ごとに反乱や蜂起を起こす。だが、裏切りや狡猾さがあり、慎重に信頼すべきである。
初のウクライナ語訳はヤレマ・クラヴェツによる1981年版。

## 顕彰
ウクライナの複数の都市にヒヨーム・ボプラン通りが存在する：
- キーウ：[12]
- ドニプロ（ノヴォコダツィク地区）：[13]
- ヴィーンヌィツャ：[14]
- ニコポリ：[15]
- クレメンチューク（ヒヨーム・ボプラン小路）：[16]
- ペルヴォマイスク（旧デミヤン・ビェドヌィ通り）：[17]

## 著作
- ボプランのウクライナ特別地図
- Beauplan, Guillaume Le Vasseur de (1990). Опис України [ウクライナの記述]. Kyiv: Naukova Dumka. ISBN 5-12-002500-5.  オリジナルの2010-10-06時点におけるアーカイブ。
- Beauplan, Guillaume Le Vasseur de (1660) (フランス語). Description d'Ukranie. Rouen: Jacques Cailloue.  オリジナルの2021-04-10時点におけるアーカイブ。
- Beauplan, Guillaume Le Vasseur de (1660) (フランス語). Description d'Ukranie, qui sont plusieurs provinces du Royaume de Pologne. Rouen: Jacques Cailloue.  オリジナルの2020-08-11時点におけるアーカイブ。
- Beauplan, Guillaume Le Vasseur de (1998). Опис України [ウクライナの記述]. Lviv: Meta
- Beauplan, Guillaume Le Vasseur de (2012). Опис України, кількох провінцій Королівства Польського [ポーランド王国の諸州ウクライナの記述]. Kyiv: Stebelyak O.M.